# Дружина Потіфара

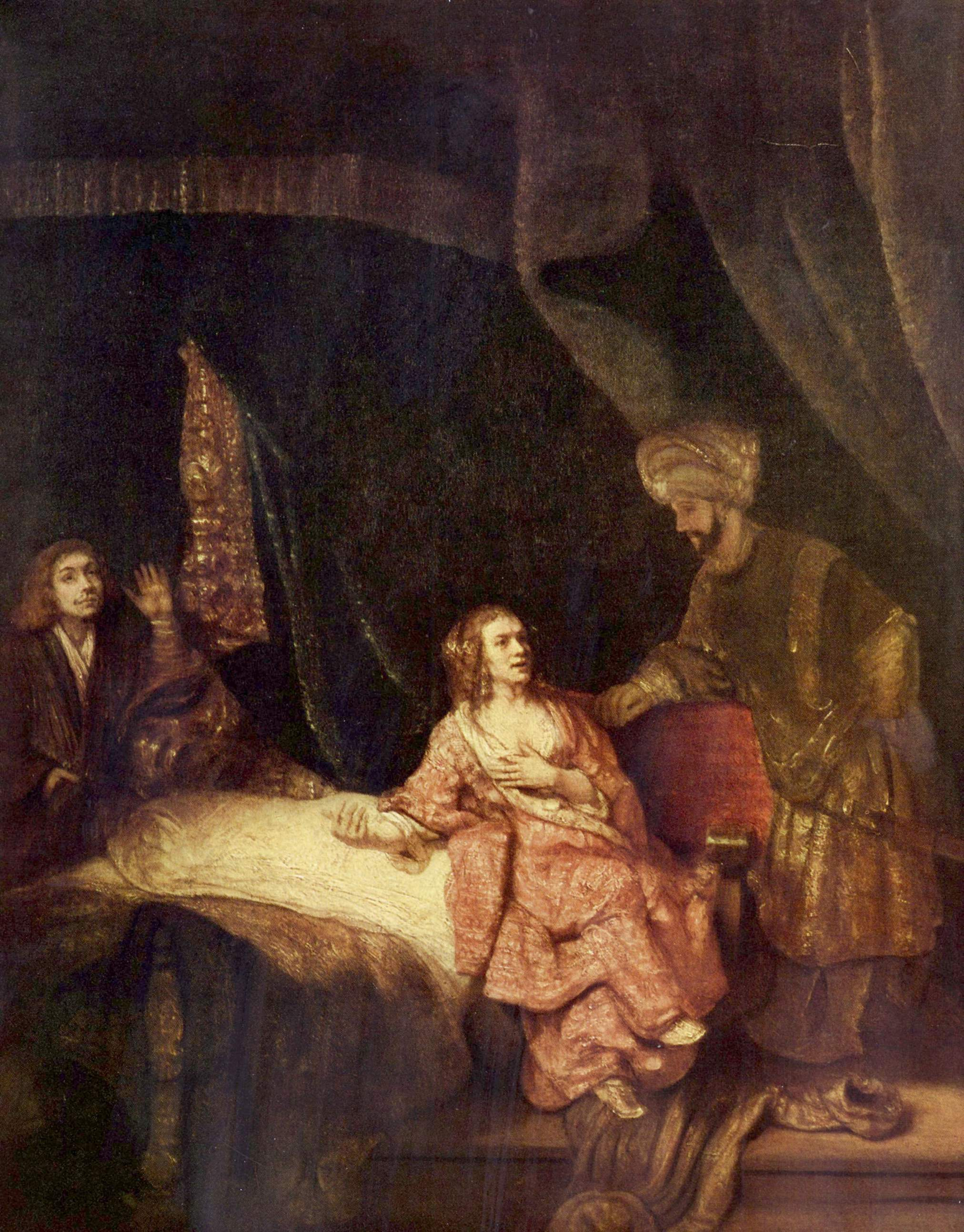
«Йосип, звинувачений дружиною Потіфара», Рембрандт ван Рейн, 1655 р.

Дружина Потіфара — фігура в єврейській Біблії та Корані. Вона була дружиною Потіфара, начальника гвардії фараона за часів Якова та його дванадцяти синів. За Книгою Буття, вона навмисне звинуватила Йосипа в спробі зґвалтування після того, як він відмовився від її сексуальних домагань, що призвело до його ув'язнення.
У книзі Буття їй не вказано ім'я, але у єврейських джерелах пізнішого середньовіччя та в ісламській традиції вона ідентифікована як Зулейха ([zuːˈleɪkɑː] zoo-LAY-kah; івр. זוליכה; араб. زُلَيْخَا, трансліт. zulayḵā). Історія Юсуфа і Зулейхи є популярною в ісламській літературі.

## У Книзі Буття
Біблія (Буття 39:5–20) розповідає про її ставлення до Йосипа, раба її чоловіка Потіфара:
І залишив він усе, що мав, у Йосифовій руці, і, маючи його, не знав нічого, крім хліба, що його їв. А Йосип був гарного вигляду, і гарний на вигляд. І сталося після того, як це відбулося, жінка пана його, глянувши на Йосипа, сказала: «Лягай зі мною!» Він же відмовився та й сказав до жінки пана свого: «Ось пан мій, маючи мене, не знає, що в домі, і все, що має, віддав у мою руку; він не більший у цьому домі за мене, і нічого не утаїв від мене, окрім тебе, бо ти його жінка. Як же я можу чинити таке велике зло та грішити проти Бога?» І сталося, як вона говорила до Йосипа день у день, то він не слухав її, щоб лежати біля неї, і щоб бути з нею. І сталося одного дня, коли він увійшов до дому, щоб робити свою роботу, а нікого з домашніх не було всередині, то вона схопила його за одежу його та й каже: «Лягай зі мною!». І він залишив одежу свою в її руці, і втік, і вона вивела його. [...]  І поклала вона одежу його біля себе, аж поки повернувся пан його додому. І промовила до нього отакі слова, говорячи: «Прийшов до мене юдейський раб, якого ти привів до нас: «Єврейський раб, якого ти привів до нас, увійшов до мене, щоб насміхатися наді мною. І сталося, як я здійняла голос і закричала, то він покинув при мені одежу свою, і втік геть.» І сталося, як почув його пан слова дружини своєї, що вона до нього промовляла, говорячи: «Отак слуга твій, що знущався з мене! Отак вчинив слуга твій зі мною», - і запалав гнів його. І взяв Йосипа його пан, і вкинув його до в'язниці, до місця, де в'язні царські сиділи, і був він там у в'язниці.

## У Корані
Дружина Потіфара, як і сам Потіфар, прямо не згадуються у Корані, хоча йдеться про намісника (араб. العزيز al-azīz) і його дружину. Книга описує її ставлення до Юсуфа так:
А вона, в домі якої він був, хотіла спокусити його. Вона зачинила двері і сказала: «Ходи до мене!» Він (Йосип) відповів: «Боже борони! Він (Потіфар) - мій господар, він добре ставиться до мене, а кривдники ніколи не мають успіху». Вона бажала його, а він бажав би її, якби не побачив докази свого Господа. Так Ми відвернули від нього зло й непристойність, бо він був одним із Наших відданих слуг. Вони побігли до дверей, і вона розірвала йому ззаду сорочку. Біля дверей вони зустріли її чоловіка, до якого вона закричала: «Яке покарання чекає на того, хто бажав зла твоїй родині, якщо не ув'язнення або жорстоке покарання?». Він відповів: «Це вона намагалася мене спокусити». Свідок з її сім'ї припустив: «Якщо його сорочка розірвана спереду, то вона сказала правду, а він - брехун. Але якщо сорочка розірвана ззаду, то вона збрехала, а він - правдивий». Побачивши ж сорочку розірвану ззаду, він (Потіфар) сказав: «Це одна з ваших хитрощів. Ви справді чимало підступні». «Йосипе, не звертай уваги на це. А ти, жінко, попроси прощення за свій гріх. Ти, безперечно, неправа». Деякі жінки в місті говорили: «Дружина намісника намагається спокусити свого слугу; вона глибоко закохана в нього. Ми бачимо, що вона явно помиляється». Почувши їхній шепіт, вона покликала їх до себе, приготувала для них трапезу і дала кожному з них по ножу. Потім наказала: «Вийди перед ними!». Побачивши його (Йосипа), вони здивувалися йому і порізали собі руки, вигукуючи: «Боже, бережи нас! Це не людина! Це не хто інший, як благородний ангел». Вона сказала: «Це той, за кого ви мене звинувачували. Так, я намагалася спокусити його, але він рішуче чинив опір. Якщо він не зробить того, що я йому наказую, то потрапить до в'язниці і буде принижений». Він сказав: «Господи, в'язниця для мене більш бажана, ніж те, до чого вони мене кличуть. Якщо Ти не відвернеш від мене їхнього задуму, я можу прихилитися до них і стати одним з невігласів». Господь вислухав його молитву і відвернув від нього їхній задум. Він - Всечуючий, Всезнаючий. Після того, як вони побачили докази, їм здалося, що добре було б ув'язнити його на деякий час.

## Інтерпретація

### У єврейських джерелах
Сефер га-Яшар додає ще більше моторошних деталей до образу дружини Потіфара. Вона намагалася спокусити Йосипа вишуканим одягом, смачними стравами та любовними словами, але коли ці спроби не увінчалися успіхом, вона вдалася до погроз. Йосип опирався кожній спокусі, і це викликало у дружини погане самопочуття. Одного разу вона побачила, як її подруги порізалися ножами, коли чистили апельсини через появу Йосипа. Дружина сказала їм, що страждає так само як і вони, бо змушена бачити Йосипа щодня.
Інші єврейські перекази свідчать, що дружина намагалася вбити свого чоловіка, щоб залишити Йосипа собі. Йосип докоряв їй за те, що вона зробила його співучасником спроби перелюбу і вбивства. Але дружина сказала йому, що вона і її народ приймуть релігію Йосипа, якщо він поступиться. Йосип знову сказав їй, що Ягве не бажає «нечестивих шанувальників», і після того, як дружина запросила його до спальні, заповненої ідолами, він сказав їй, що боїться Ягве, який «все бачить».
Вони також стверджують, що дружина намагалася спокусити Йосипа під час релігійного свята на річці Ніл і що всі знали про невинність Йосипа, включаючи одинадцятимісячну дитину дружини та Асенату, яка першою повідомила Потіфару. Але Потіфар ув'язнив Йосипа, щоб врятувати його дружину від публічного приниження. Навіть після звільнення Йосипа дружина змусила Йосипа подивитися на неї, вставивши йому під підборіддя залізний спис. Йосип знову чинив опір.
Раші коментує, що дружина Потіфара бачила через астрологію, що матиме дітей від Йосипа. Однак астрологічні розрахунки трохи помилилися. Асенат, її дочка (за деякими свідченнями, усиновлена), стала дружиною Йосипа, і тому дружина Потіфара народила від Йосипа онуків (а не дітей).

### В ісламських джерелах

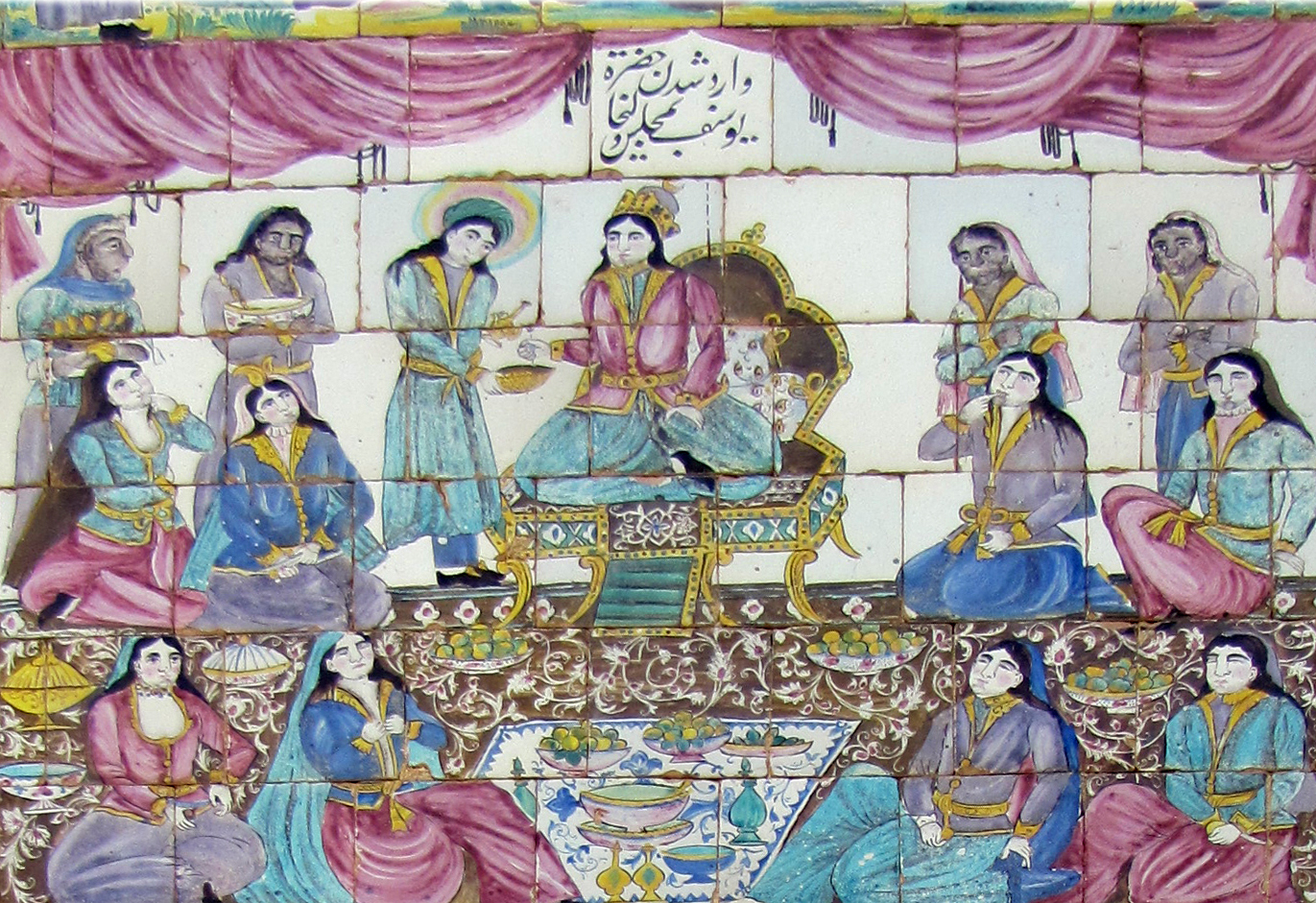
«Церемонія Зулейхи» ісламське мистецтво; розпис на кахлях Моавін-Алмамалик тек'є, Керманшах

Мусульманські коментатори священного письма (Муфасірун) вважали Зулейху грішницею та лиходійкою, за винятком мусульманських поетів- містиків Румі, Хафіза та Джамі. Для Румі одержимість Зулейхи Джозефом є симптомом і проявом великої глибокої туги душі за Богом. Тому, наполягає він, це стосується глибокої любові будь-якої людини до іншого.

### Наукова критика
Такі вчені, як Меїр Стернберг (1985), характеризують повторювану поведінку жінки щодо Йосипа як сексуальне насильство. Мак-Кінлей (1995) зауважив, що до дружини Потіфара ставляться як до об'єкта у власності його господаря (Бут. 39:8–9), і причина, чому Йосип відмовляється, полягає не в тому, що він не вважає її привабливою, а тому, що це порушило б довіру його господаря і було б гріхом проти Бога Ягве. Світські феміністичні погляди, які не намагаються зрозуміти біблійну перспективу, але критикують патріархальну природу міфу в рамках ширшої текстуальної критики Старого Заповіту, стверджують, що жінка намагається утвердити себе як особистість, яка робить власний вибір, а не залишається об'єктом, що належить чоловікові, і запрошує Йосипа приєднатися до неї в цій дії, яка в оповіді виставляється як «гріх». Водночас, однак, вона зловживає своєю владою як дружина рабовласника, щоб примусити Йосипа до сексу та покарати його за відмову. Сьюзен Тавер Голліс (1989) продемонструвала, що розповідь про дружину Потіфара «відповідає певним стародавнім народним переказам», де «жінка робить марні звернення до чоловіка, а потім звинувачує його в спробі змусити її», а чоловіка «несправедливо покарано за його нібито спробу спокусити жінку». Рахель Адельман припускає, що і Потіфар, і його дружина відчували сексуальний потяг до Йосипа і планували напасти на нього. Але ангели кастрували Потіфара, згідно з талмудичною легендою, в той час як його дружина продовжила свій задум, щоб Йосип став «єврейським героєм», який протистоїть «ведмедю». Інші вважають, що ця історія є типовим сюжетом про зваблення/перелюбство, який був поширений в елліністичній літературі, а також критикою асиміляції в єгипетському суспільстві.

## У мистецтві
Йосип і дружина Потіфара — тема, яку часто розглядають художники.

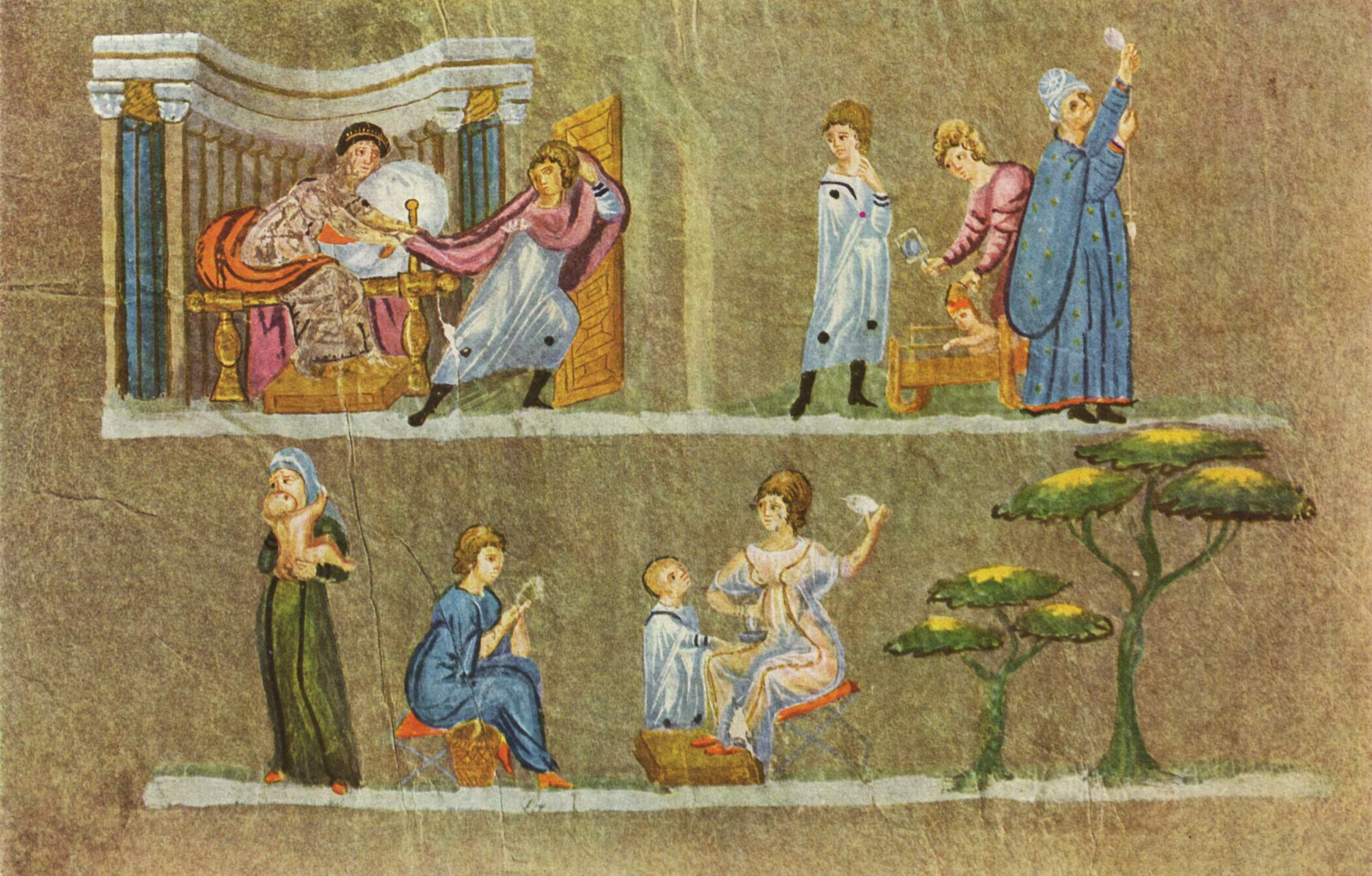
Віденський генезис, сцена: Йосип і дружина Потіфара, кін. VI ст.
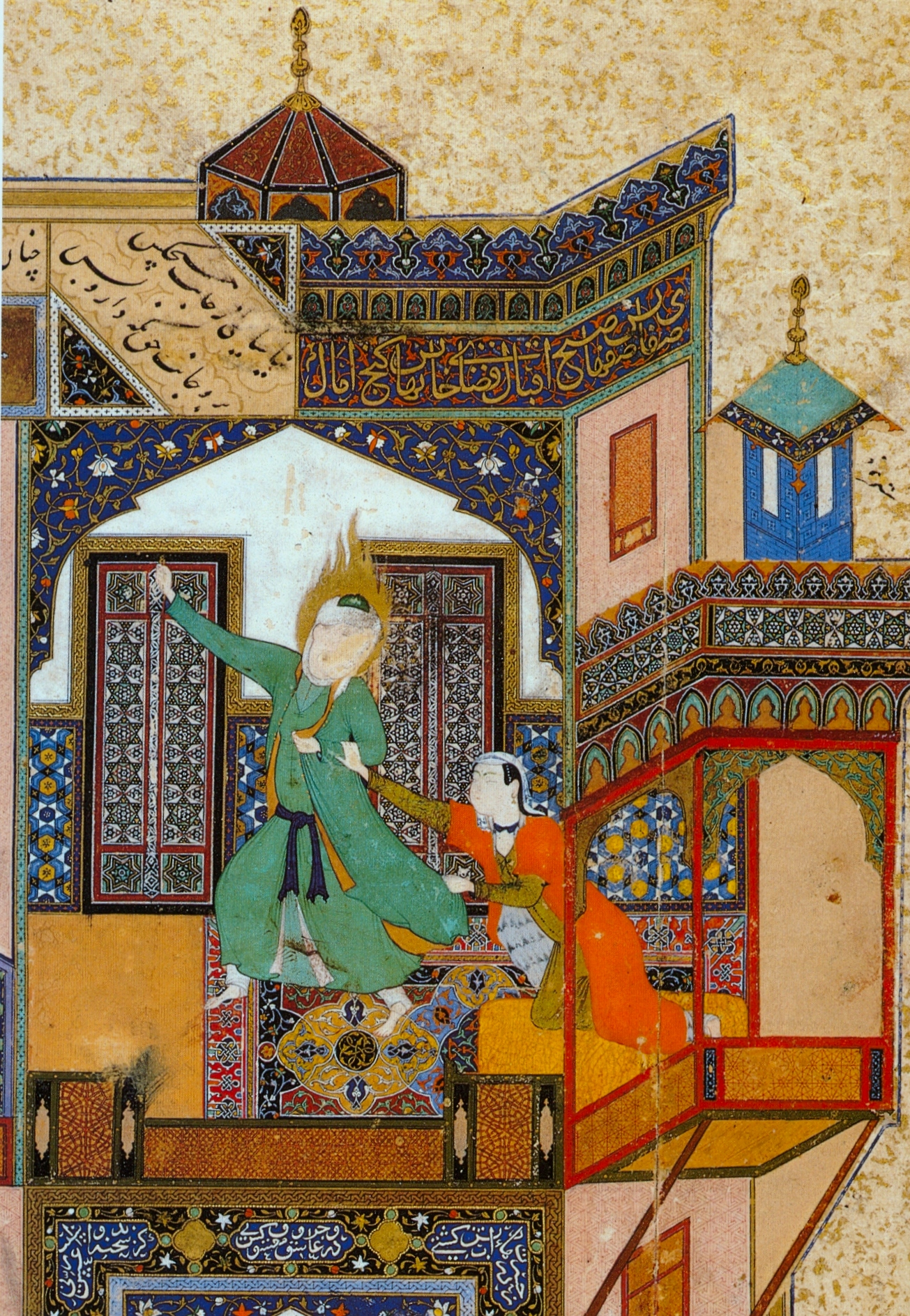
Зулейха тримає плащ Юсуфа, деталь мініатюри Бехзада, 1488 рік.
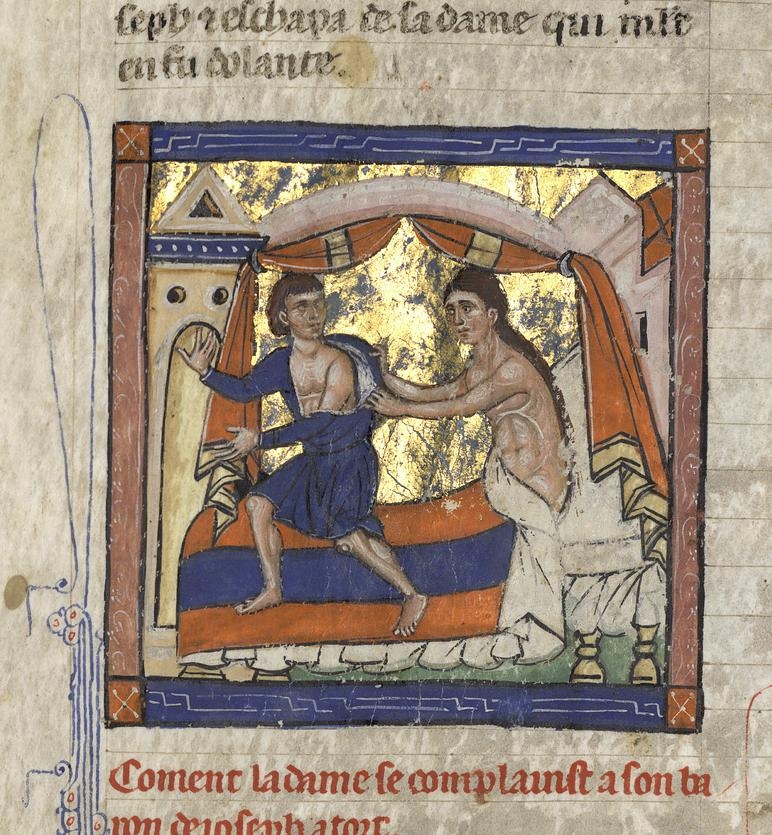
Мініатюра «Йосип і дружина Потіфара», 1260-1270 рр.
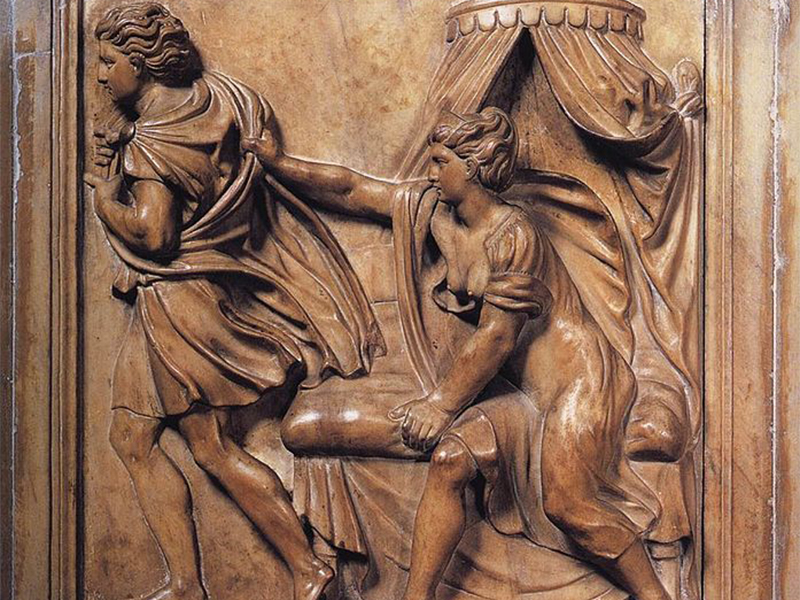
«Йосип і дружина Потіфара», різьба 1525 р.
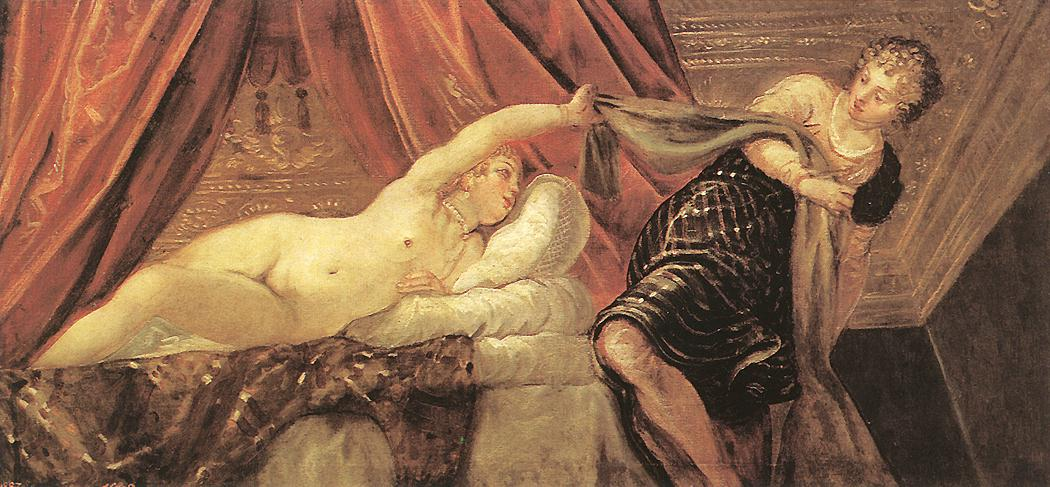
«Йосип і дружина Потіфара», Тінторетто (1555), Музей Прадо, Мадрид
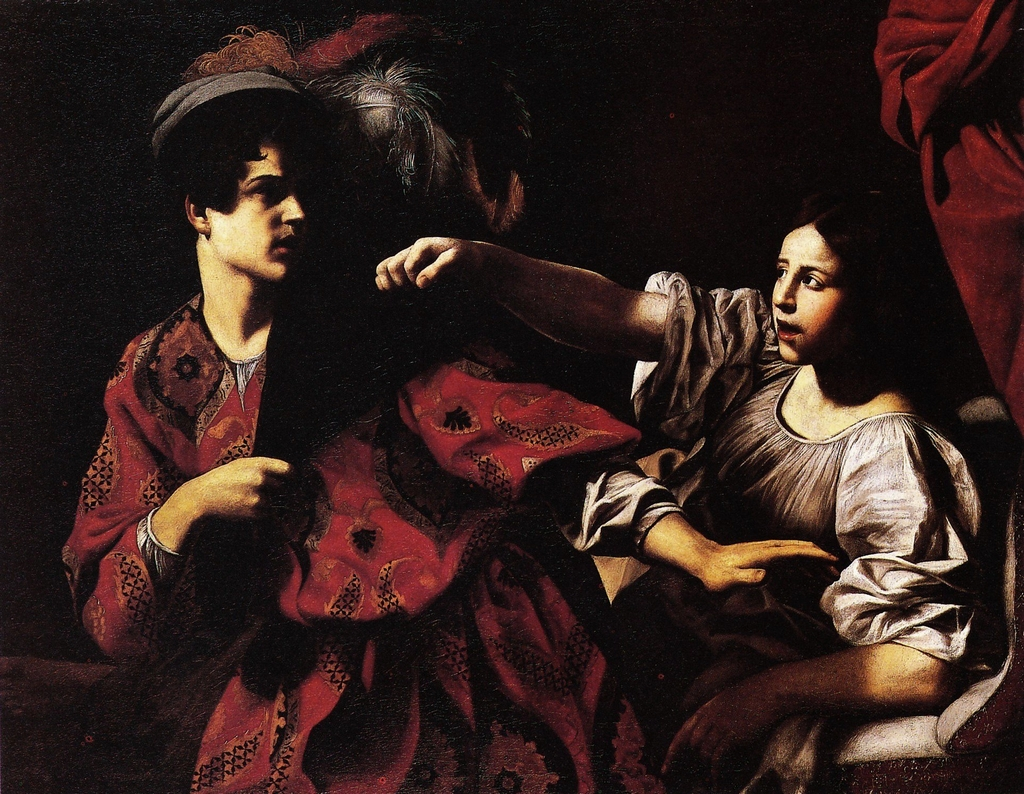
«Йосип і дружина Потіфара», Баттістелло Караччоло, 1618 р.
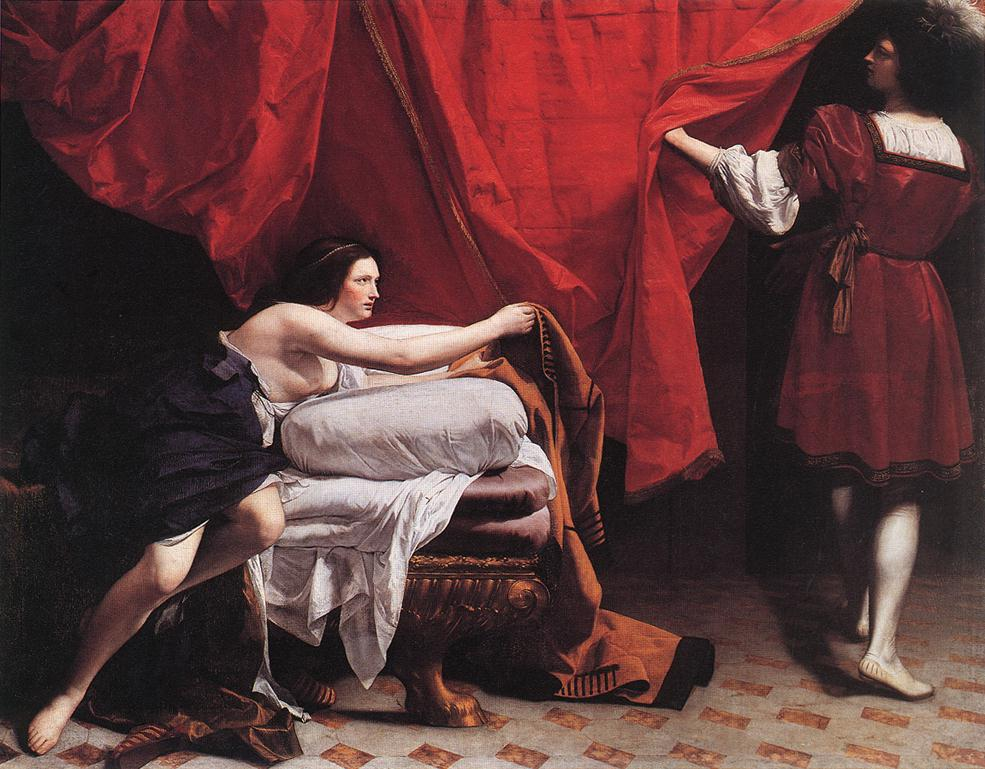
«Йосип і дружина Потіфара», Ораціо Джентілескі, 1626-30 рр.
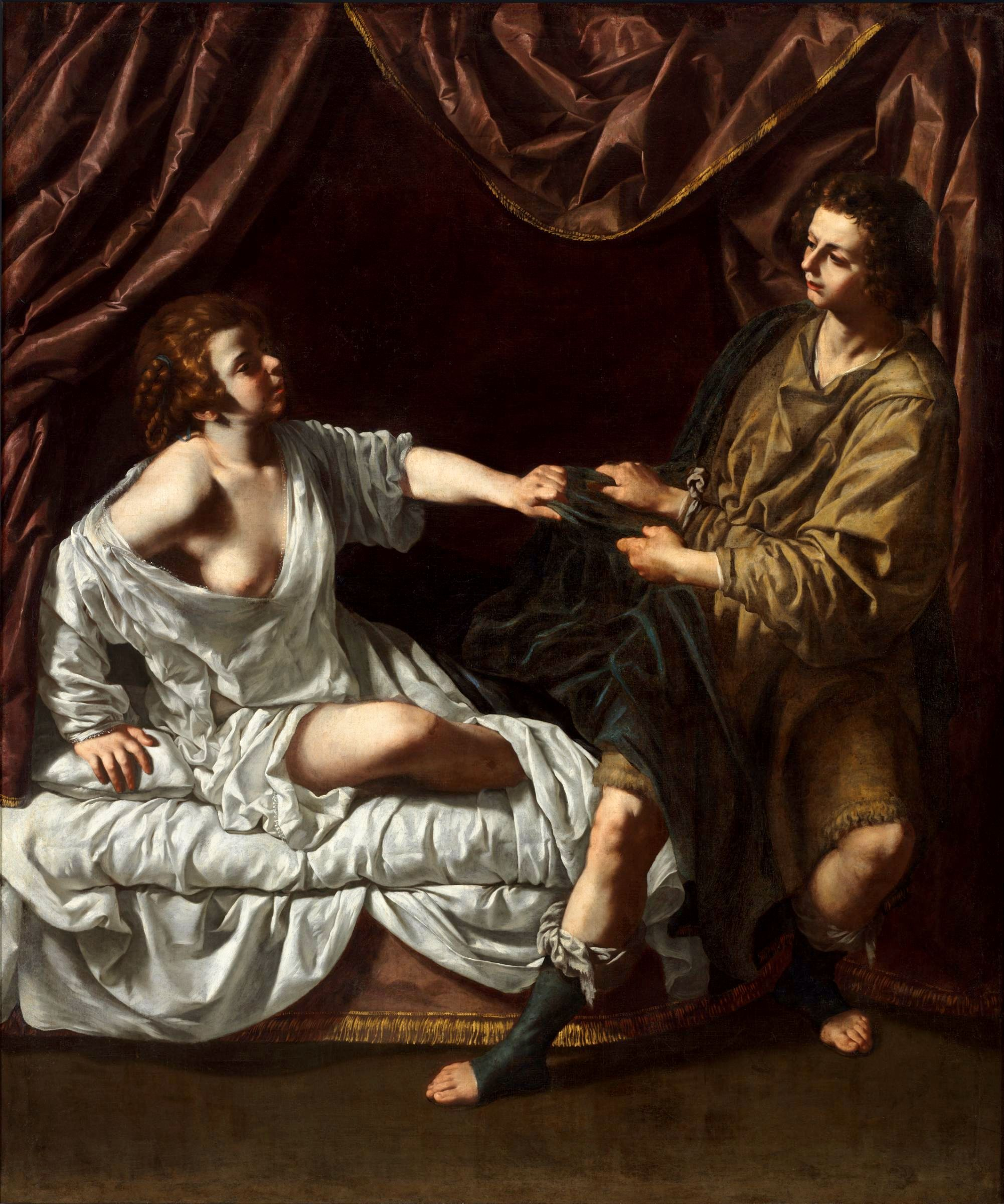
«Йосип і дружина Потіфара», Паоло Доменіко Фінолья, 1622-40 рр.
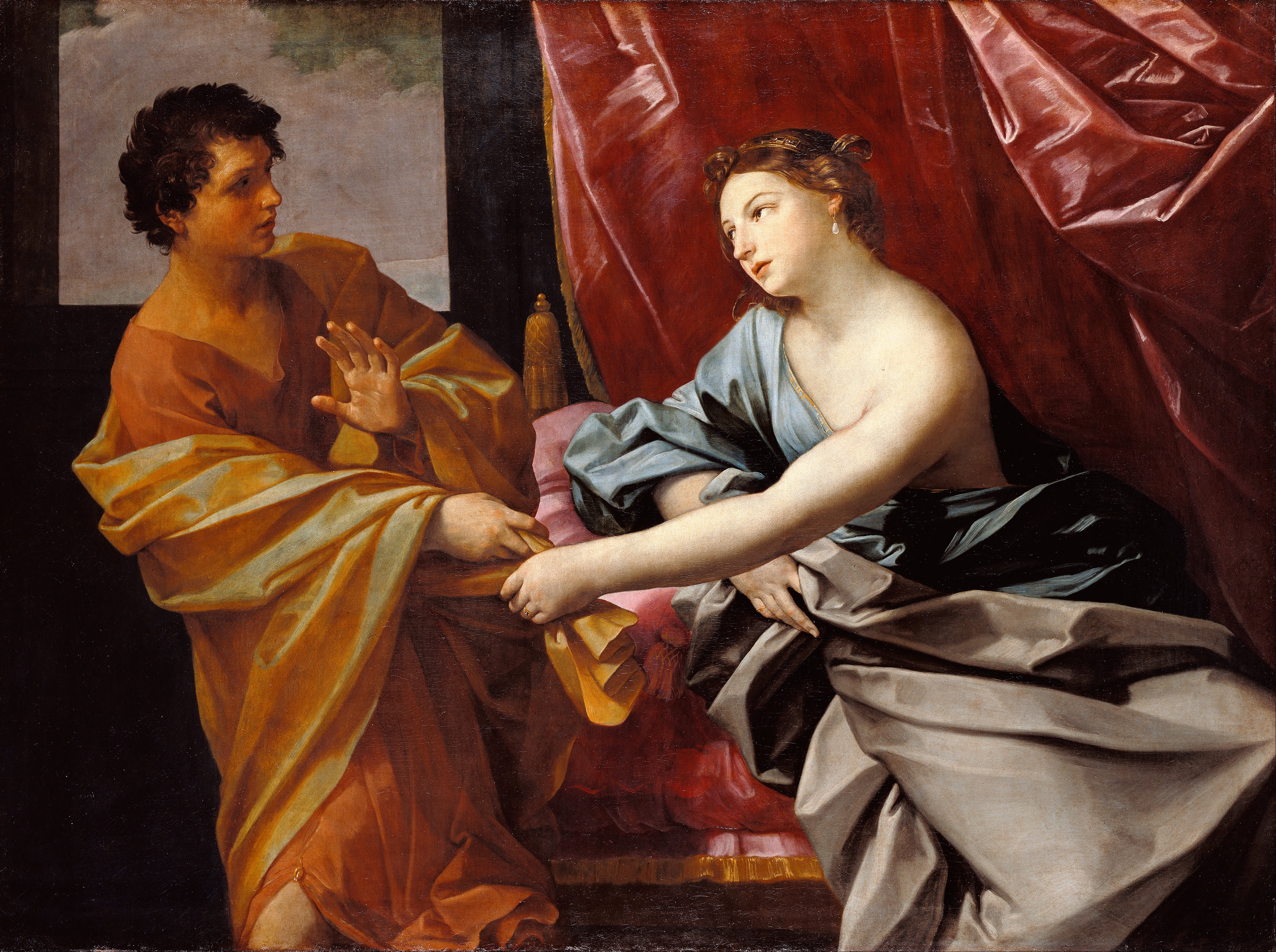
«Йосип і дружина Потіфара», Гвідо Рені, 1630 р.
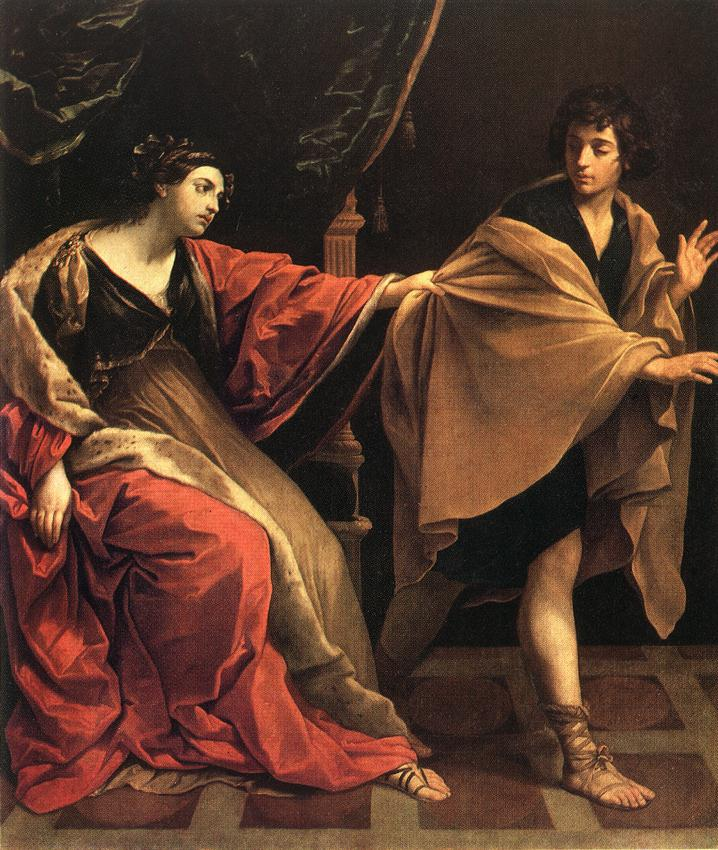
«Йосип і дружина Потіфара»,Гвідо Рені, 1631 р.
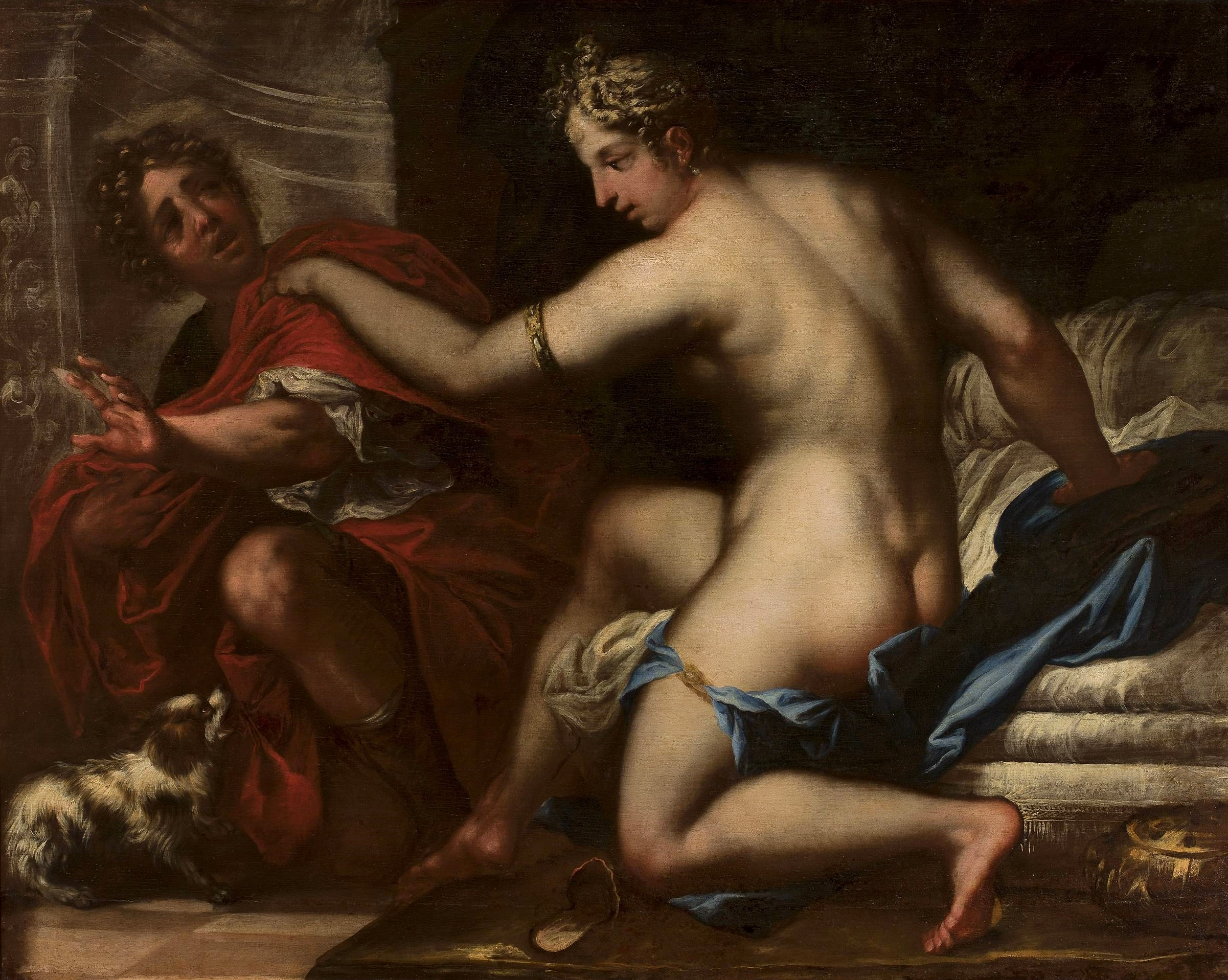
«Йосип і дружина Потіфара», П'єтро Лібері, 1630-ті рр.
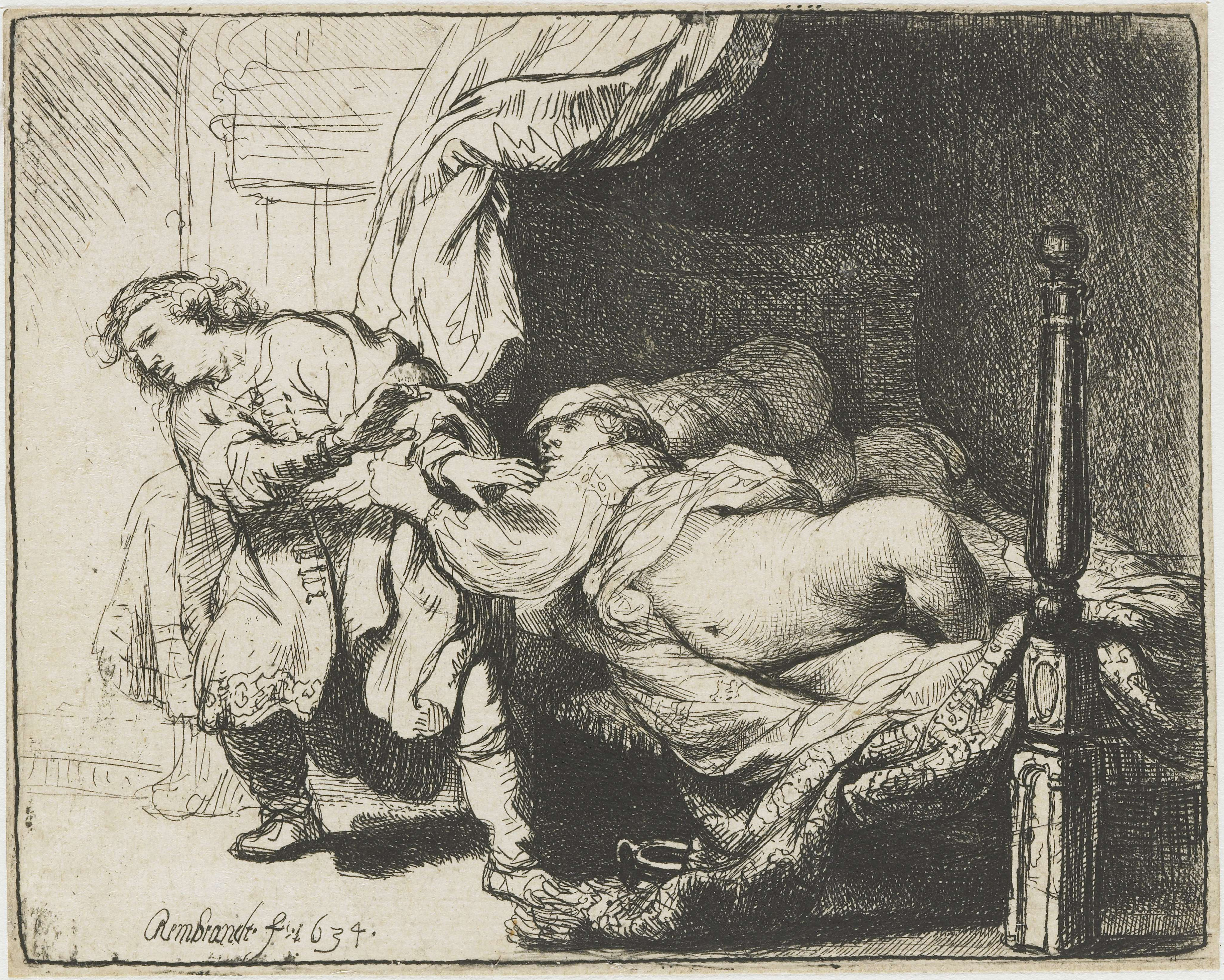
«Йосип і дружина Потіфара», Рембрандт ван Рейн, 1634 р.
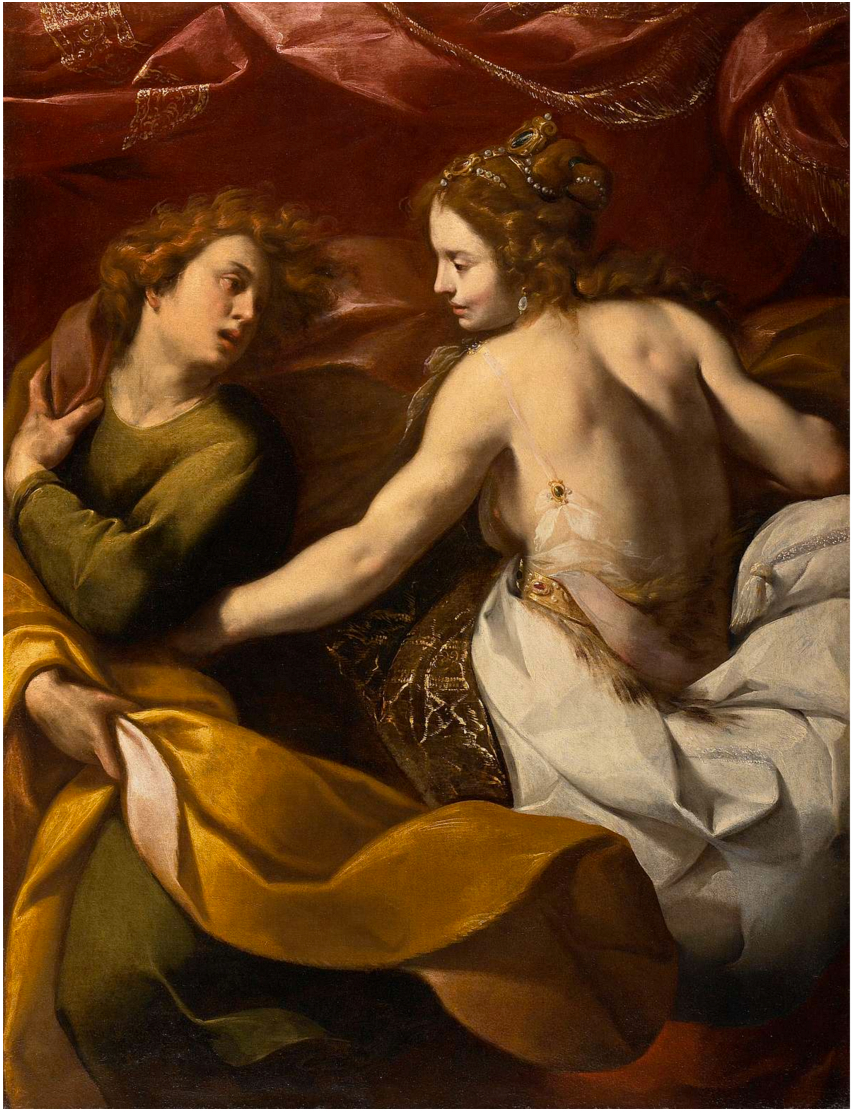
«Йосип і дружина Потіфара», Карло Франческо Нуволоне, 1640 р.
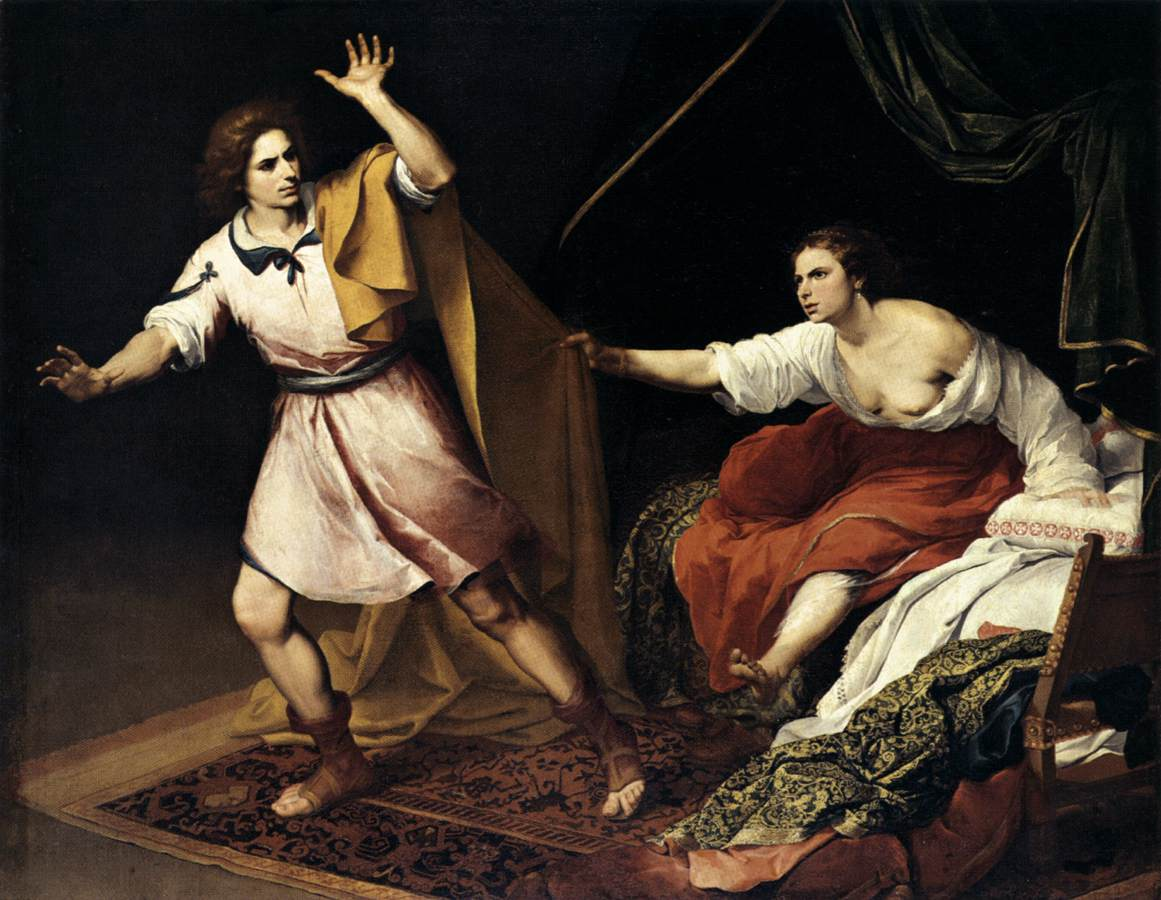
«Йосип і дружина Потіфара», Бартоломе Естебан Мурільйо, 1640-45 рр.
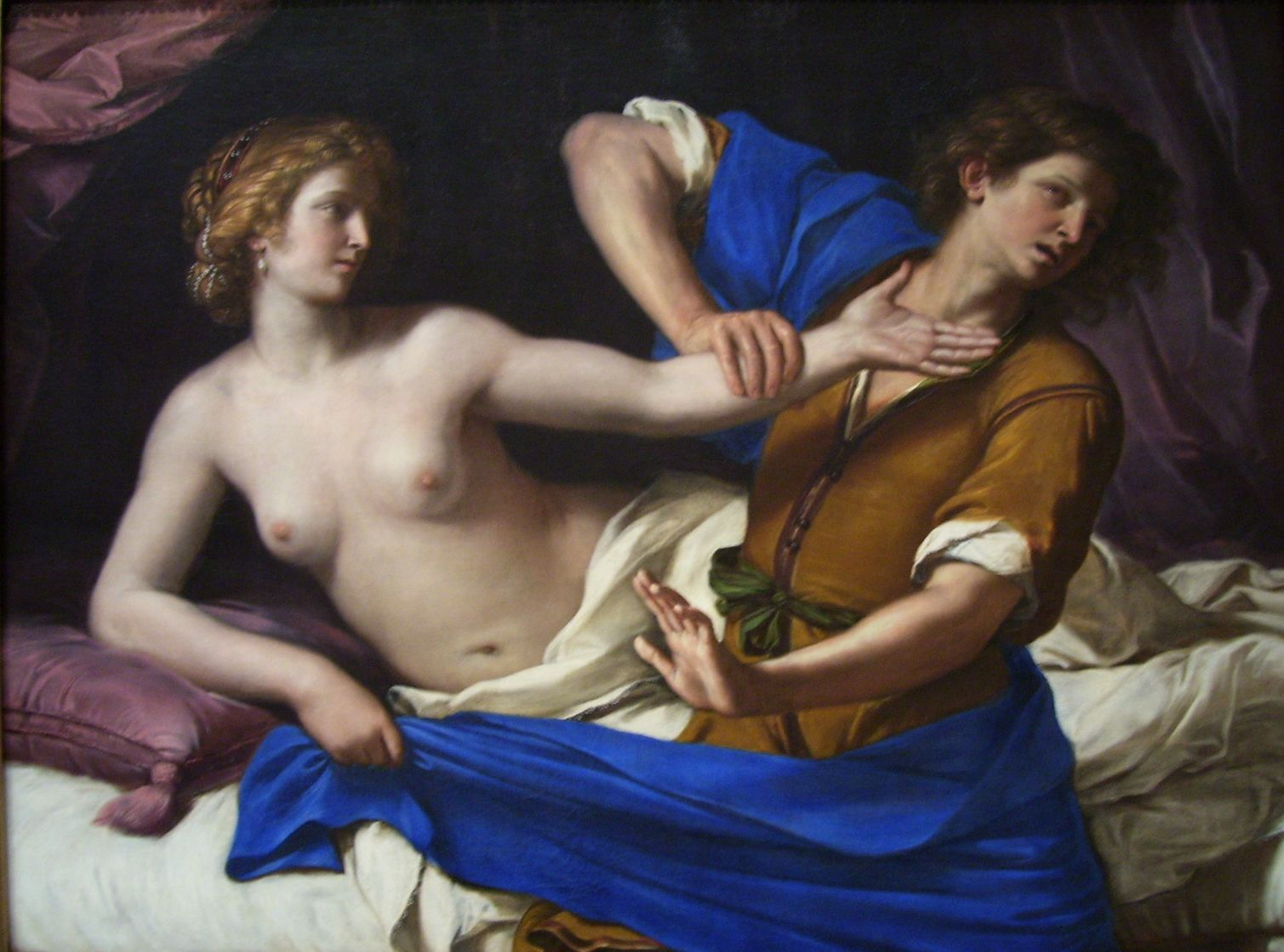
«Йосип і дружина Потіфара», Гверчіно, 1649 р.
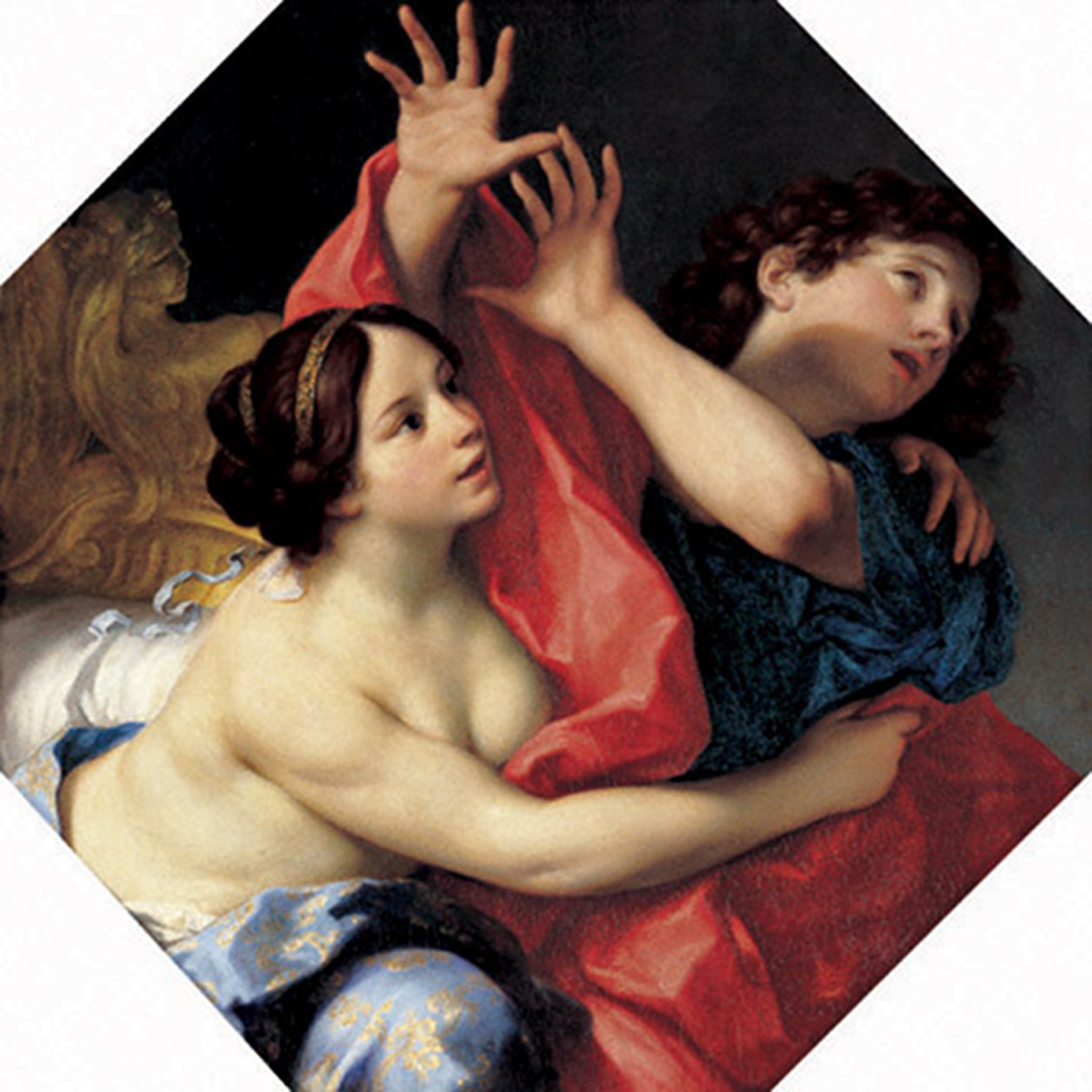
«Йосип і дружина Потіфара», Карло Чіньяні, 1680 р.
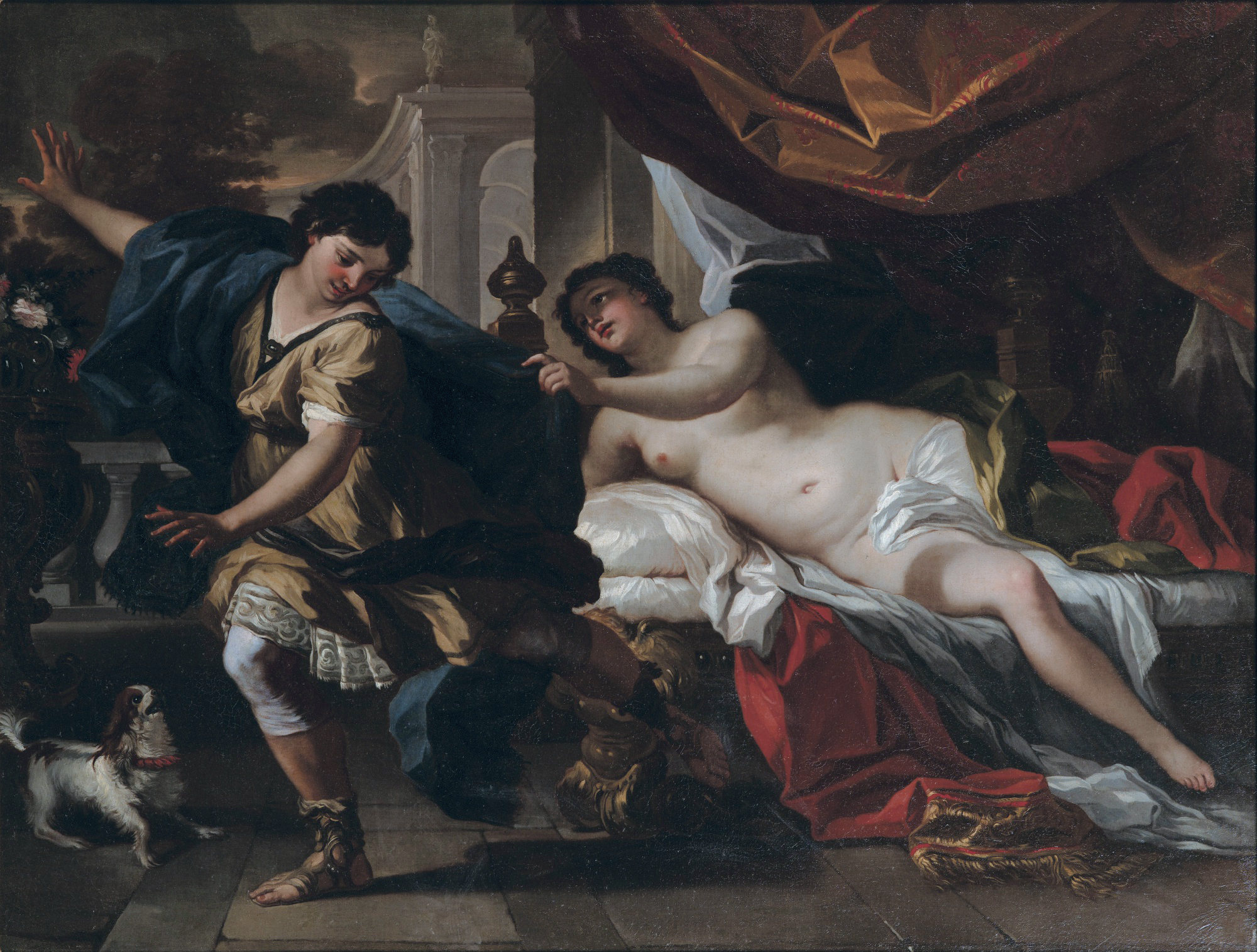
«Йосип і дружина Потіфара», Франческо Солімена, 1690 р.
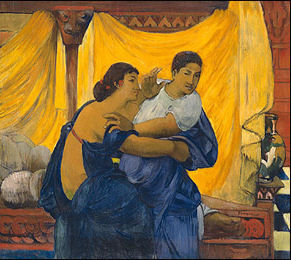
«Йосип і дружина Потіфара», Гоген (1896), частина
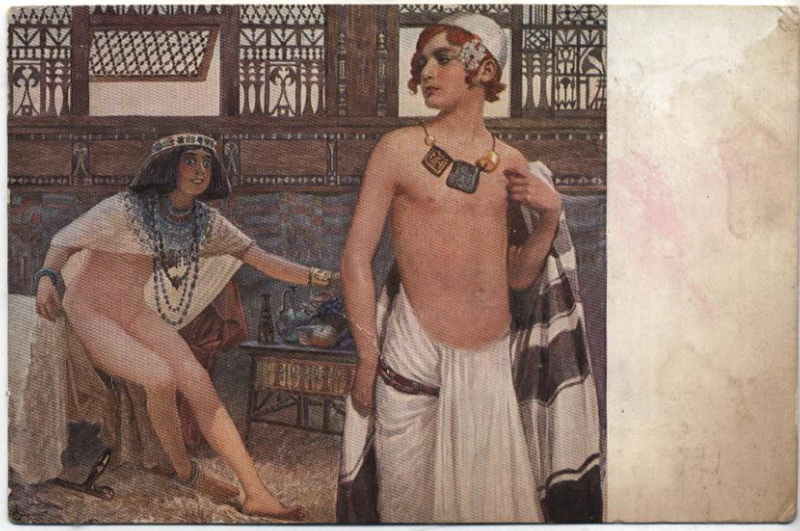
«Йосип і дружина Потіфара», Сергій Соломко, 1910 р.